# Dubrovka (Bélgorod)
|  | Per a altres significats, vegeu «Dubrovka». |

Dubrovka - Дубровка (rus) - és un poble (un khútor) de l'óblast de Bélgorod, a Rússia. El 2010 tenia 54 habitants. Pertany al districte (raion) de Valuiki.